# CoCom
CoCom là tên viết tắt của Ủy ban hợp tác về Quản lý Xuất khẩu Đa phương (Coordinating Committee for Multilateral Export Controls). CoCom được thành lập bởi các cường quốc thuộc Khối Tây Âu (Western Bloc) trong 5 năm đầu sau khi Chiến tranh Thế giới lần thứ hai kết thúc, trong suốt thời gian Chiến tranh Lạnh, nhằm áp đặt cấm vận về vũ khí đối với các nước nằm trong Hội đồng Tương trợ Kinh tế (COMECON).
CoCom ngừng hoạt động vào ngày 31 tháng 03 năm 1994, và danh sách kiểm soát các mặt hàng bị cấm vận được thỏa thuận trước đó đã được duy trì bởi các nước thành viên cho tới khi tổ chức kế cận, Wassenaar Arrangement, được thành lập sau đó.

## Thành viên
CoCom đã từng có 17 quốc gia thành viên: Úc, Bỉ, Canada, Đan Mạch, Pháp, Đức, Hy Lạp, Ý, Nhật Bản, Luxembourg, Hà Lan, Na Uy, Bồ Đào Nha, Tây Ban Nha, Thổ Nhĩ Kỳ, Vương quốc Anh và Hoa Kỳ.

### Luật và các điều lệ
Ở Hoa Kỳ, việc thực thi các quy định của CoCom được tiến hành vào những năm 1960 với Đạo luật Kiểm soát xuất khẩu vũ khí (Arms Export Control Act - AECA) và sự giám sát thường xuyên đối với đạo luật này của Bộ Ngoại giao Hoa Kỳ thông qua Quy định Quốc tế về buôn bán vũ khí (International Traffic in Arms Regulations - ITAR), hiện vẫn còn hiệu lực.

## Vi phạm
Công ty Toshiba của Nhật Bản và Tập đoàn Kongsberg (Kongsberg Group) của Na Uy đã cung cấp 8 máy cắt gắn chân vịt điều khiển bằng máy tính cho Liên Xô giữa các năm 1982 và 1984, một hành động vi phạm điều lệ của CoCom. Lập trường của Hoa Kỳ cho rằng hành động này sẽ càng tăng cường khả năng không thể bị phát hiện của các tàu ngầm Liên Xô. Quốc hội Hoa Kỳ đã ra biện pháp xử lý Toshiba, chặn việc nhập khẩu các sản phẩm của công ty này vào Hoa Kỳ.

## Di sản
Trong công nghệ GPS, thuật ngữ "COCOM Limits" cũng nói đến một loại thiết bị giới hạn được cài đặt sẵn trên các thiết bị GPS dùng để theo dõi, giám sát mà sẽ vô hiệu chức năng theo dõi, giám sát này khi thiết bị tính toán được rằng nó đang di chuyển với tốc độ cao hơn 1,000 knots (1.900 km/h; 1,200 mph) ở độ cao hơn 18.000 m (59,000 ft) so với mực nước biển. Điều này giúp ngăn chặn việc lợi dụng GPS như một ứng dụng trong giám sát hoạt động của tên lửa đạn đạo xuyên lục địa.
Một vài nhà sản xuất cài đặt bộ phận giới hạn với mức giới hạn sẽ bị chạm ngưỡng chỉ khi cả tốc độ và độ cao so với mực nước biển đều đạt đến mức tối đa, trong khi các nhà sản xuất khác cài đặt sao cho chức năng theo dõi bị vô hiệu hóa ngay khi chỉ một trong hai yếu tố chạm mốc. Ở trường hợp sau, việc lập trình như vậy sẽ khiến các thiết bị từ chối hoạt động khi ở trên các khinh khí cầu đang bay cao hơn rất nhiều so với mực nước biển.

## Liên quan
- International Traffic in Arms Regulations
- Arms Export Control Act
- Defense Security Cooperation Agency
- Export Control Classification Number